# Real Fénix
El Real Fénix fue un navío de línea de la Real Armada Española, cuyo nombre de advocación era San Alejandro. Construido junto con su gemelo Rayo en La Habana en 1749, estaba armado con 80 cañones. 

## Historial

### Al servicio de España
Como buque insignia del teniente general Benito María Spínola, arribó a la península el 8 de junio de 1750 procedente de La Habana, con un cargamento de fondos monetarios y el Batallón de Barlovento. Estas tropas se integraron en los batallones de los departamentos al disolverse la Armada de Barlovento. 
En abril de 1755 fue carenado en el gaditano arsenal de la Carraca. Tomó su mando en la bahía de Cádiz en la primavera de 1759 el capitán de navío Juan de Lángara. 
Bajo el mando del capitán de navío Gutierra de Hevia y Valdés, y como buque insignia del teniente general Juan José Navarro, Marqués de la Victoria, zarpó de Cádiz el 29 de agosto de 1759 con una escuadra de otros diez navíos, dos fragatas y dos tartanas con destino a Nápoles, para recoger al nuevo rey Carlos III. El 28 de septiembre llegan al puerto italiano, donde se les unen otros cuatro navíos españoles y uno napolitano. El rey embarcó en el Real Fénix el 7 de octubre y arribó a Barcelona el 17 de octubre. A su regreso, Juan José Navarro fue ascendido a capitán general de la Armada el 13 de diciembre de 1759.
En enero de 1762 estaba asignado a la bahía de Cádiz, formando escuadra con otros doce navíos, cuatro fragatas y otros buques menores. Durante este año y el siguiente, en el marco de la Guerra de los Siete Años contra Gran Bretaña, fue el buque insignia del teniente general Reggio y realizó varias misiones en el mar Mediterráneo, el estrecho de Gibraltar y el Océano Atlántico. 
Entre 1764 y 1765 se le hacen varias reparaciones en el arsenal de la Carraca, y permanece desarmado a partir de septiembre de 1769, aunque figura al mando el capitán de navío Francisco Cotiella. 
En 1778 Félix Ignacio de Tejada tomó el mando del navío durante un corte periodo. El 23 de junio de 1779, a consecuencia de la Guerra de Independencia de los Estados Unidos en la que España participa contra Gran Bretaña, fue asignado al mando del capitán de navío Francisco Javier de Melgarejo y Rojas a Cádiz como parte de la escuadra del teniente general Luis de Córdova y Córdova. El mismo día de la declaración de guerra, zarpó la escuadra de Cádiz rumbo al Canal de la Mancha. El 23 de julio, a la altura de las islas Sisargas, es destacado junto con otros tres navíos y dos fragatas a las islas Azores con la división del teniente general Antonio de Ulloa, que enarbola su insignia en el Real Fénix, con la misión de proteger la recalada de buques españoles y enfrentarse a una escuadra británica de la que se tenían noticias. 
La escuadra de Ulloa regresa a Cádiz el 1 de octubre. Pocos días después, el 8 de octubre, vuelve a zarpar con la escuadra de Ulloa ante las noticias de una escuadra británica que se estaba formando para socorrer Gibraltar. A finales de octubre Ulloa es sustituido por el brigadier Juan de Lángara, ya que Ulloa fue sometido a un consejo de guerra que lo declaró inocente.
Loa fuertes vientos de poniente arrastraron a la escuadra de Lángara hacia el mar Mediterráneo a finales de noviembre, por lo que tuvo que entrar en Cartagena para repararla. El 30 de diciembre zarpó esta escuadra y entró en el estrecho el 2 de enero. Después de sufrir otros temporales, que mermaron su escuadra, Lángara se enfrenta el 16 de enero de 1780 a la escuadra británica al mando de George Rodney en la Batalla del Cabo de San Vicente.

### Al servicio del Reino Unido

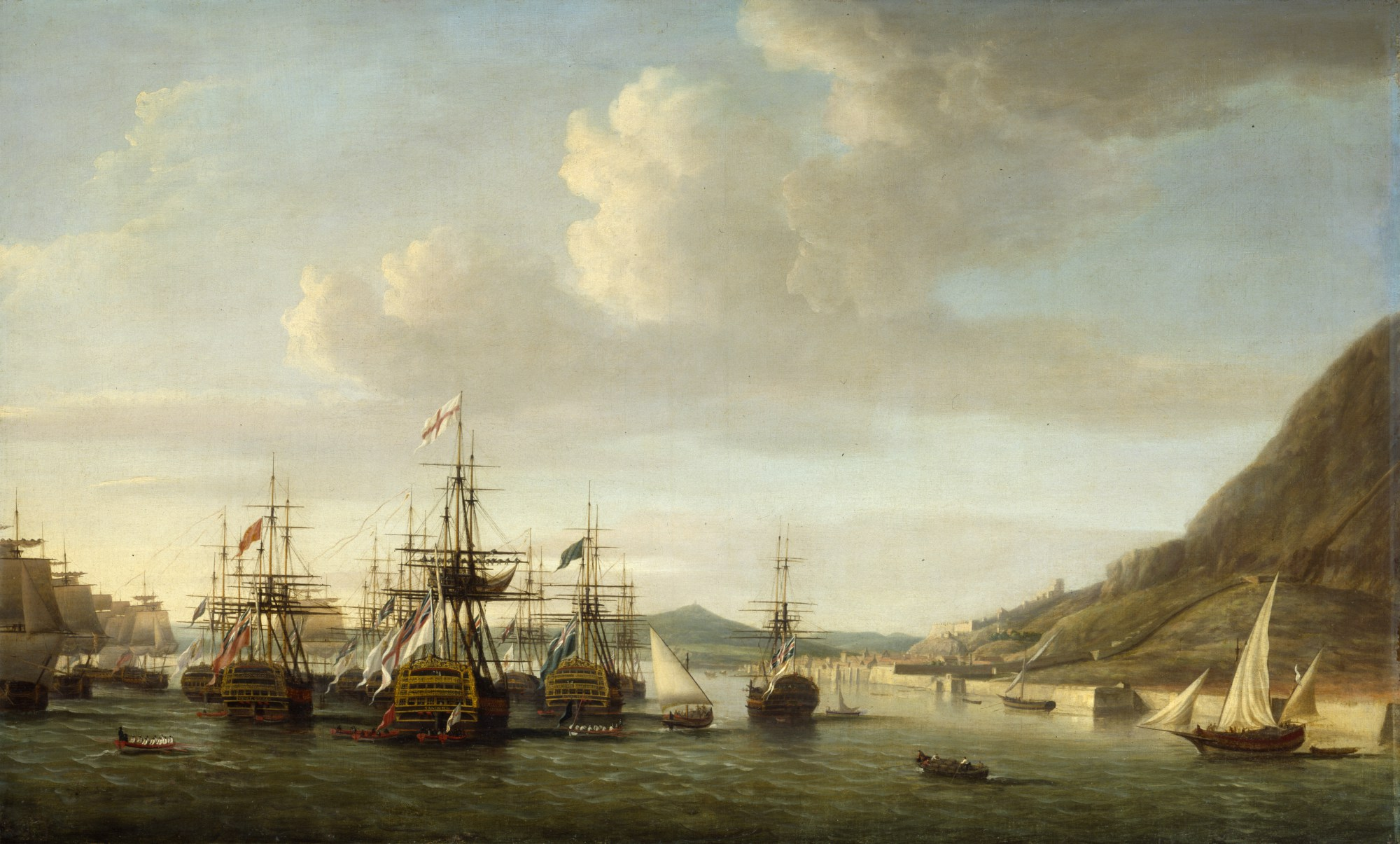
Llegada del Real Fénix al puerto de Gibraltar tras su captura en 1780

El Real Fénix fue capturado en este combate conocido por los británicos como The Moonlight Battle (la batalla del claro de luna).
Cayeron prisioneros a bordo el propio Lángara y otros mandos. Los británicos renombraron el navío como HMS Gibraltar. Con Gran Bretaña participó contra Francia en la Batalla de Cuddalore. Al comienzo de la Guerra Revolucionaria Francesa, el Gibraltar sirvió en la Canal de la Mancha, y en 1794 luchado en el combate conocido por el Británicos como el Glorious First of June (Glorioso primero de junio), antes de ser enviado al Mediterráneo en mayo de 1795. En junio, el barco estaba en una acción cerca de Hyères; luego en diciembre de 1796, fue gravemente dañado en una tormenta y hubo de regresar a Inglaterra para reparaciones mayores. En junio, el Gibraltar regresó al Mediterráneo, sirviendo en la campaña francesa en Egipto, donde permaneció durante y más allá del Tratado de Amiens, a excepción de un corto período cuando fue enviado su base para un reacondicionamiento. Regresando a la Canal de la Mancha en abril de 1807, el Gibraltar se unió a la flota bajo el almirante James Gambier, que luchó en la Batalla de la isla de Aix en 1809.
El Gibraltar fue apartado del servicio activo en algún momento de 1813 y puesto en reserva en Plymouth. Hacia finales de año, fue convertido en un simple casco. Fue trasladado a Milford Haven en septiembre de 1824, donde fue utilizado como almacén flotante y luego desguazado en noviembre de 1836 en Pembroke Dock. Algunas de sus maderas (de cedro sudamericano) se utilizaron para hacer los tabiques y puertas de las cabañas del HMS Gorgon (1837), que se estaba construyendo en Pembroke en ese momento.